# George Arnott Walker Arnott

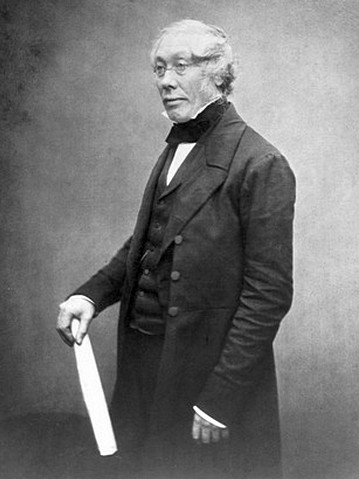
George Arnott Walker Arnott

George Arnott Walker Arnott (Edinburgh, 6 februari 1799 - Glasgow, 17 juni 1868) was een Schots botanicus.
Walker-Arnott studeerde rechten aan de universiteit van Edinburgh, maar werd later toch botanicus. Hij bestudeerde de plantkunde van Noord-Amerika, samen met Sir William Hooker. Hij werkte ook samen met Robert Wight in de studie van Indiase planten.
- Bibliothèque nationale de France: cb12534876b (data)
- Author citation (botany): Arn.
- Gemeinsame Normdatei: 117662933
- International Standard Name Identifier: 0000 0000 7362 4480
- Library of Congress Control Number: nb2015006826
- Nederlandse Thesaurus van Auteursnamen: 262442841
- SNAC: w6196npb
- Système universitaire de documentation: 086103172
- Museum of New Zealand Te Papa Tongarewa: 49802
- Virtual International Authority File: 46871728
- WorldCat: E39PBJmDf6YDTqGxG4bwTHxYyd